# Macheiramphus alcinus
Macheiramphus alcinus là một loài chim trong họ Accipitridae.